# Халими, Роальд
Роальд Халими (алб. Roald Halimi; род. 1 июля 1988, Дуррес, Албания) — албанский игрок в мини-футбол. Выступает в итальянских клубах. С 2009 по 2016 год играл в составе сборной Албании по мини-футболу.

## Клубная карьера
Родился в Дурресе 1 июля 1988 года. В 1994 году переехал с семьей в Кастельфранко-Венето в Италии, где прошло его детство; здесь он начал играть в футбол. В 2004 году поступил в молодёжную команду клуба «Лупаренсе», но уже в следующем году перешёл в клуб «Марка Тревиджана». Дебютировал в основном составе команды, способствуя выходу клуба в серию А. В сезоне 2007 года вернулся в клуб «Лупаренсе», с которым дебютировал на Кубке УЕФА, проведя пять матчей и забив один гол. Выиграл два чемпионата, столько же итальянских Суперкубков и Кубок Италии. В сезоне 2009-10 года был арендован клубом «Фассина», в составе которого выиграл Кубок Италии серии А2, став главным героем победы. Вернувшись в клуб «Лупаренсе», провёл один сезон и снова перешёл в клуб «Фассина» в серии А2. В декабре 2011 года ещё больше опустился в категории, перейдя в клуб «Нью-тим» серии B. Вскоре Халими стал основным игроком этой команды, сразу же выигравшей серию А2 благодаря победе в плей-офф категории. В этой категории он показал себя как одного из самых результативных игроков, забив 23 гола в первом сезоне и 22 в следующем; кульминацией последнего сезона стала победа в чемпионате и последующее продвижение клуба «Нью-тим» в серию А. Став свободным агентом после роспуска клуба, в сентябре 2014 года Халими подписал контракт с клубом «Каос», с которым неожиданно вышел в финал плей-офф чемпионата. В июне 2016 года он перешёл в клуб «Реал Риети», и в том же году в клуб «Пезаро Фано». Во время сезона 2017-18 года играл за клуб «Лекко», а в следующем сезоне за клуб «Карре Кьюппано». С 2019 года выступает за клуб «Альтамарка», занимая позицию вингера.

## Международная карьера
В 2009 году дебютировал на международной арене в составе сборной Албании по мини-футболу в квалификации на чемпионат Европы в Венгрии. Его сборная одержала победу над сборной Мальты, потерпела два поражения и не прошла на континентальный чемпионат.

## Достижения
- Чемпионат Италии по мини-футболу: в составе клуба «Лупаренсе» — 2 (2007-08, 2008-09).
- Кубок Италии по мини-футболу[итал.]: в составе клуба «Лупаренсе» — 1 (2007-08).
- Суперкубок Италии по мини-футболу[итал.]: в составе клуба «Лупаренсе» — 2 (2007-08, 2008-09).
- Чемпионат Италии по мини-футболу в серии А2[итал.]: в составе клуба «Марка Тревиджана» — 1 (2006-07), в составе клуба «Нью-тим» — 1 (2013-14).
- Кубок Италии по мини-футболу в серии А2[итал.]: в составе клуба «Фассина» — 1 (2009-10).